# Kolonia Stary Ratyniec
Kolonia Stary Ratyniec – kolonia wsi Stary Ratyniec w Polsce, położona w województwie mazowieckim, w powiecie sokołowskim, w gminie Sterdyń.
W latach 1975–1998 kolonia administracyjnie należała do województwa siedleckiego.